# Unduavius
Unduavius is een geslacht van hooiwagens uit de familie Gonyleptidae.
De wetenschappelijke naam Unduavius is voor het eerst geldig gepubliceerd door Roewer in 1929. 

## Soorten
Unduavius is monotypisch en omvat slechts de volgende soort:
- Unduavius ornatus